# Afterbirth
"Afterbirth" es el duodécimo episodio de la primera temporada de la serie American Horror Story y el final de temporada, que se estrenó en FX el 21 de diciembre de 2011. El episodio fue escrito por Jessica Sharzer y dirigida por Bradley Buecker. La audiencia y clasificaciones para el episodio llegó a un récord de temporada con 3,22 millones de espectadores y una puntuación de 1.7 compartida entre adultos de 18-49.

## Trama

### 9 meses antes
En su residencia en Boston, luego de que Vivien (Connie Britton) descubriera que Ben (Dylan McDermott) la engañaba, él ruega por su perdón diciendo que haría cualquier cosa por salvar su matrimonio, incluso mudarse a una nueva ciudad. Le muestra fotografías de una casa en un distrito antiguo de Los Ángeles, remarcando cuánto le gustan a Vivien las casas antiguas. Le dice que el precio es curiosamente más bajo que las que están alrededor, y que sería un gran lugar para que la familia empezara de nuevo.

### 2011
Días después de la muerte de Vivien, Ben intenta encontrar a Violet y Vivien en la casa. Se va a la casa de Constance (Jessica Lange), quién ha estado cuidando al bebé desde la muerte de Vivien. Discute con ella, la amenaza y se va con el bebé. De vuelta en la casa, Vivien quiere mostrarse a Ben para aliviar su tristeza, pero Moira mayor (Frances Conroy) le dice que es mejor que no lo haga así Ben y el bebé se pueden ir.
Ben comienza a beber y planea suicidarse, dejando al bebé con la hermana de Vivien. Vivien aparece y lo detiene. Él luego se reconcilia con Vivien y Violet, quiénes lo animan a que se lleve al bebé y comience una nueva vida lejos de la casa. Antes que pueda irse, Hayden (Kate Mara) con la ayuda de otros fantasmas, lo asesinan al colgarlo de una lámpara, haciéndolo lucir como un suicidio. Hayden toma al bebé como si fuera de ella. Constance reclama al bebé con la ayuda de Travis (Michael Graziadei), quien "asesina" a Hayden permitiendo que Constance se lleve al bebé. Luego, ella le dice a la policía que encontró a Ben después que se colgara y que Violet se debe haber llevado al bebé, yéndose sin dejar rastro.
Como fantasmas, los Harmon se reúnen como familia. Sin embargo, se dan cuenta de que la casa es un peligro para aquellos que vivan en ella, y deciden asustarlos para que no puedan vivir allí y así protegerlos. Moira les explica que mientras que hay fantasmas que solamente quieren causar sufrimiento a los vivos, otros son inocentes y no quieren que haya más muertes. Así Moira mayor y Moira joven junto a otros fantasmas, entre ellos la enfermera Gladys, Beau, Lorraine, el Exterminador y la Dalia Negra se unen a los Harmon para mantener a las nuevas familias lejos de la casa. 
Mientras tanto, Tate (Evan Peters), todavía enamorado de Violet, intenta hacerla feliz porque está sola. Intenta asesinar a Gabriel (Brennan Mejia), pensando que sería un mejor novio para ella. Ella detiene a Tate, ayudando a que el chico se escape. Gabriel y su familia se escapan, mientras los Harmon los miran, felices de que se deshicieron de ellos.
En el sótano, Vivien descubre que el otro gemelo vivió un breve momento después de su nacimiento antes de morir. Su espíritu es tomado por Nora (Lily Rabe) quién descubre que no tiene la constitución de ser una madre y le regresa el bebé a Vivien. Vivien le pide a Moira que se una a su familia y sea la madrina del bebé, lo que ella acepta. Juntos celebran la Navidad al decorar el árbol en la casa abandonada. Mirando desde afuera, Hayden le dice a Tate que Violet nunca lo perdonará por lo que hizo y él decide esperar, incluso sí debe hacerlo para siempre.

### Tres años después
Constance va a la peluquería y le explica que a la peluquera que ha estado cuidando un bebé, Michael. Le cuenta que sus padres eran parientes lejanos que murieron en un accidente; también le dice que había esperado ser famosa y ser importante y que, al no salirle su carrera de actriz como ella planeaba y tener todos los problemas con sus hijos, nunca pensó que llegaría a ser importante. Ahora se da cuenta de que toda la tragedia la estaba preparando para ser importante y criar a un niño. 
Al regresar a su casa, llama a la niñera. Al encontrar sangre en el suelo y viendo que esta lleva hasta el cuarto de Michael, se dirige hacia ahí, encontrándose a la niñera asesinada en el suelo de la habitación, donde Michael está sentado con sangre en la cara y en el brazo de la silla. Constance le sonríe y él le devuelve la sonrisa mientras suena la música.

## Producción
El episodio fue escrito por la productora Jessica Sharzer y dirigido por Bradley Buecker.
En una entrevista con Entertainment Weekly, el cocreador de la serie Ryan Murphy comentó en la estructura de la primera temporada de la serie. "Me encantó como comenzó. Me encantó en la mitad y me encantó el final. La única cosa realmente frustrante para mí, para ser honesto con usted, es que a veces las personas podrían escribir esta idea que nosotros estábamos haciendo mientras seguíamos adelante y quería decir, '¿En serio?' Pero creo que ahora las personas están esperando y diciendo, '¡Oh sí!' Estoy emocionado para que las personas lo vean en DVD, porque ahora que saben cómo terminó, pueden ir atrás y ver todas las pequeñas cosas, como las personas que no tienen reflejos en los espejos. Cuando vuelvas atrás, verás que todo fue creado."

## Recepción
"Afterbirth" fue visto por 3.22 millones de espectadores y tuvo una clasificación de 1.7 entre adultos de 18-49. La primera temporada empató con la serie de TNT Falling Skies como la serie de cable más grande del año entre los adultos de 18 a 49 años.
Rotten Tomatoes registro una calificación de aprobación del 82%, basada en 11 revisiones. El consenso crítico dice, "Afterbirth" es un final de temporada agradable que se las arregla para ofrecer algunos sustos de último minuto, ya que ata los cabos sueltos". James Queally de The Star-Ledger comentó sobre la temporada y la final, "Después de los primeros nueve episodios salvajes... y dos episodios llevando a la final... 'Afterbirth' resalta. Pero en algún momento en los últimos 30 minutos de este episodio, 'Afterbirth' se vuelve un epílogo vagabundo". Todd VanDerWerff de The A.V. Club declaró:"Parte de la diversión de esos primeros episodios, incluso cuando realmente no me gustaban, era que nunca se tenía una idea clara del tipo de espectáculo que se estaba viendo. Nosotros en lo que parece ser una configuración bastante básica para la segunda temporada". Tim Stack de Entertainment Weekly llamó a "Afterbirth" una conmoción estimulante. Matt Fowler de IGN le dio al episodio una puntuación de ocho sobre diez, lo que significa una "gran" calificación. Dijo: "Afterbirth" fue un final muy extraño y estoy bastante seguro de que no fue nada como la mayoría de nosotros pensamos que sería".